# Токарева, Юлия Витальевна
Юлия Витальевна Токарева (Скопа) (род. 15 марта 1978, Москва, СССР) — российская баскетболистка, выступавшая в амплуа форварда. Серебряный медалист чемпионата мира, неоднократный призёр чемпионата Европы, обладатель кубка Европы ФИБА, четырёхкратный чемпион России, заслуженный мастер спорта России.

## Биография
Юлия Скопа воспитанница спортивной школы Московского городского физкультурно-спортивного объединения (МГФСО). В 1994 году получает приглашение в юниорскую сборную России на чемпионат Европы в Болгарию, где команда занимает 4-е место. Через два года в Словакии становится обладателем золотой медали юношеского первенства Европы. В 1997 году участник мирового чемпионата (девушки до 19 лет) в Бразилии (5-е место).
Первым профессиональным клубом стала команда высшей лиги «Тринта», затем её пригласили в московское «Динамо». 1998 год для 20-летней баскетболистки получился выдающимся: чемпионство в России (первое для «Динамо»), причём в двухматчевой финальной серии против «ЦСКА» она набрала больше всех очков (44) и подборов (27). В рамках отборочного турнира к чемпионату Европы — 1999, проходящего в Израиле, 13 мая 1998 года состоялся дебют Юли в сборной России в матче против Югославии. Через две недели она становится участником «мирового форума» в Германии, где принимает участие в шести играх и становится серебряным призёром. На следующий год Юлия выигрывает бронзовую медаль первенства Европы в Польше, а через два года во Франции она пополняет свою коллекцию европейской серебряной медалью. На чемпионате мира — 2002 Скопа участвовала во всех 9 играх сборной России (209 минут), больше её игрового времени имели только Осипова, Корстин и Баранова. И вновь серебряные медали.
Следующее первенство Европы баскетболистка провела блестяще: 30,8 минут на площадке (лучший результат в команде), в четвертьфинале против сборной Франции набирает больше всех очков (16), столько же очков она набирает в полуфинале с Испанией, а в победном «золотом» матче с чешками Юлия забросила 11 очков (3-й показатель в команде). После победного выступления в Греции Скопа в играх за сборную России больше не привлекалась.
В середине 90-х — начало 2000-х все успехи московского «Динамо» неотрывно связаны с Юлией: четырёхкратный чемпион России, обладатель 2-х бронзовых медалей российского первенства, участник Финала четырёх Евролиги ФИБА 1999/2000. В этот период исполком РФБ четыре раза подряд включает Скопу в список 25 лучших баскетболисток России (1999/2000, 2000/2001, 2001/2002, 2002/2003), причём три года подряд признаётся лучшим лёгким форвардом.
2004 год был практически пропущен из-за рождения дочери, она появилась на площадке лишь в декабре этого года. Отыграв за «Динамо» 5 матчей, концовку сезона она провела в подмосковном «Спартаке». Несмотря на проведенный неполноценный сезон, её снова включают в список 25 лучших баскетболисток России. В сезоне 2005/06 Токарева выигрывает Кубок Европы, участвуя в 15 играх из 16, а в России второй год подряд занимает 4-е место, на этот раз, проиграв «бронзовую» серию своему бывшему клубу. Последующие два сезона Юля провела в командах-середняках: «Динамо» (МО) и «Динамо-Энергия». Сезон 2008/09 баскетболистка начинает в «Надежде», но проведя 2 матча в кубке России, она покидает Оренбург и уезжает выступать за команду «Суперлиги Б» «Мытищи-МГУЛ». Затем она переходит в ногинский «Спартак», где уже в первом сезоне помогает своему клубу получить путёвку в элитный дивизион. 17 декабря 2011 года, в матче российского первенства против «Надежды», Токарева последний раз вышла на баскетбольную площадку.
В настоящий момент она является детским тренером в Училище олимпийского резерва имени А.Я.Гомельского.

## Достижения
- Серебряный призёр чемпионата мира: 1998, 2002.
- Чемпион Европы: 2003
- Серебряный призёр чемпионата Европы: 2001
- Бронзовый призёр чемпионата Европы: 1999
- Чемпион Европы среди юниоров: 1996
- Обладатель кубка Европы: 2006
- Чемпион России: 1998, 1999, 2000, 2001
- Бронзовый призёр чемпионата России: 1997, 2002
- Полуфиналист Кубка Ронкетти: 2002
- Полуфиналист кубка Европы: 2007